# 環ROY
環ROY（たまきロイ、本名：タマキリョウ 1981年11月13日 - ）は、日本のラッパー、ビートメイカーである。

## 概要
宮城県仙台市に生まれる。中学校在学中、ラジオ放送で耳にしたBUDDHA BRANDの影響を受けヒップホップ・ミュージックへ傾倒、2003年頃からラッパーとして活動を開始する。以降、主にラップを用いた音楽作品の発表を行う。その他、舞台芸術やパフォーマンスアート、映画音楽、広告音楽、絵本など、様々な形式での作品発表を行っている。

## 略歴
2006年
- 1stアルバム「少年モンスター」を発表[2]。

2010年
- 2ndアルバム「BREAK BOY」を発表[3]。

2011年
- 3rdアルバム「あっちとこっち」を発表[4]。

2013年
- 4thアルバム「ラッキー」を発表[5]。
- ミュージックビデオ「ワンダフル」が第17回文化庁メディア芸術祭にて審査委員会推薦作品へ入選[6]。

2016年
- 島地保武×環ROYとして、パフォーマンス「ありか」を愛知県芸術劇場にて上演[7]。以降、2025年までに神奈川芸術劇場、山口情報芸術センター、パリ日本文化会館、香港大館など計12会場で再演[8][9]。

2017年
- 5thアルバム「なぎ」を発表[10]。

2018年
- ミュージック・ビデオ「ことの次第」が第21回文化庁メディア芸術祭にて審査委員会推薦作品へ入選[11]。

2020年
- 6thアルバム「Anyways」を発表[12]。

2021年
- U-zhaan×環ROY×鎮座DOPENESSとして、1stアルバム「たのしみ」を発表[13]。

2023年
- 島地保武×環ROYとして、パフォーマンス「あいのて」を愛知県芸術劇場にて上演。[14]以降、2025年までに東京芸術劇場、神奈川芸術劇場、高槻城公園芸術文化劇場など計4会場で再演[15][16][17]。

## 作品

### 音楽

#### 単独作
|     | タイトル       | 発表日時       | 形態                      |
| 1st | 少年モンスター | 2006年11月4日  | CDアルバム / デジタル配信 |
| 2nd | BREAK BOY      | 2010年3月17日  | CDアルバム / デジタル配信 |
| 3rd | あっちとこっち | 2011年5月4日   | CDアルバム / デジタル配信 |
| 4th | ラッキー       | 2013年4月3日   | CDアルバム / デジタル配信 |
| 5th | なぎ           | 2017年6月21日  | CDアルバム / デジタル配信 |
| 6th | Anyways        | 2020年11月25日 | CDアルバム / デジタル配信 |

#### 共同制作等
| 名義                         | タイトル             | 発表日時       | 形態                                                 |
| 環ROY×Fragment               | MAD POP              | 2008年5月17日  | CDミニアルバム / デジタル配信                        |
| 環ROY×Eccy                   | more?                | 2008年6月20日  | CDミニアルバム / デジタル配信                        |
| 環ROY×DJ YUI                 | COPYDOGS             | 2009年6月24日  | CDミニアルバム / デジタル配信                        |
| 環ROY×OLIVE OIL              | Weekly Session       | 2009年8月8日   | CDミニアルバム / デジタル配信                        |
| 環ROY×NEWDEAL                | the klash            | 2009年9月2日   | CDミニアルバム / デジタル配信                        |
| KAKATO（環ROY×鎮座DOPENESS） | KARA OK              | 2011年11月15日 | 無料配信 アルバム                                    |
| KAKATO（環ROY×鎮座DOPENESS） | Japanese in the Thai | 2013年12月3日  | 無料配信 ミニアルバム                                |
| 蓮沼執太フィル               | 時が奏でる           | 2014年1月15日  | CDアルバム / デジタル配信 / バンドメンバーとして参加 |
| 環ROY×蓮沼執太×U-zhaan       | CENTER               | 2014年3月25日  | モバイル向けアプリケーション「SEE THE LIGHT」収録    |
| 蓮沼執太フィル               | ANTHROPOCENE         | 2018年7月18日  | CDアルバム / デジタル配信 / バンドメンバーとして参加 |
| U-zhaan×環ROY×鎮座DOPENESS   | たのしみ             | 2021年4月14日  | CDアルバム / デジタル配信                            |

#### 客演参加等
| アーティスト              | 曲名             | 収録作品                                   | 発表日時       | 形態                                              |
| DJ MITSU THE BEATS        | 昂サバイヴ       | UNIVERSAL FORCE                            | 2010年8月4日   | アルバム                                          |
| Fantastic Plastic Machine | DAREMOSHIRANAI   | scale                                      | 2013年2月13日  | アルバム                                          |
| Buffalo Daughter          | New Rock 20th    | ReDiscoVer.Best,Re-recordings and Remixes  | 2013年7月24日  | アルバム / KAKATO（環ROY×鎮座DOPENESS）として参加 |
| 坂本美雨                  | イコール         | Waving Flags                               | 2014年3月5日   | アルバム                                          |
| ART-SCHOOL                | 革命家は夢を観る | YOU                                        | 2014年4月9日   | アルバム                                          |
| YUKI                      | 波乗り500マイル  | FLY                                        | 2014年9月17日  | アルバム / KAKATO（環ROY×鎮座DOPENESS）として参加 |
| U-zhaan                   | Tabla'n'Rap      | Tabla Rock Mountain                        | 2014年10月8日  | アルバム / KAKATO（環ROY×鎮座DOPENESS）として参加 |
| サカナクション            | Good-bye Session | さよならはエモーション/蓮の花 (初回限定盤) | 2014年10月29日 | シングル / 付属DVD                                |
| クラムボン                | ある鼓動         | Why not Clammbon!?（トリビュートアルバム） | 2014年12月3日  | アルバム / 蓮沼執太フィルのメンバーとして参加     |
| 世武裕子                  | Lost Highway     | WONDERLAND                                 | 2015年9月16日  | ミニアルバム / 作詞家として参加                   |
| 矢野顕子                  | ただいまの歌     | ふたりぼっちで行こう                       | 2018年11月28日 | アルバム / U-zhaan×環ROY×鎮座DOPENESSとして参加   |
| U-zhaan&坂本龍一          | エナジー風呂     | -                                          | 2019年4月26日  | シングル / デジタル配信 / feat.環ROY×鎮座DOPENESS |
| サカナクション            | Good-bye Session | LIVE FISH -COMPLETE BOX-                   | 2020年10月14日 | Blu-ray Box Set 完全受注生産                      |
| South Penguin             | Gadja            | R                                          | 2022年03月26日 | アルバム / LP                                     |
| THE BED ROOM TAPE         | seek, ultra      | family line                                | 2022年04月20日 | アルバム / デジタル配信                           |
| Le Makeup                 | Every Breath     | Odorata                                    | 2023年02月15日 | アルバム / デジタル配信                           |
| Junes K                   | Love             | -                                          | 2023年10月25日 | シングル / デジタル配信 feat.環ROY & 曽我部恵一   |
| Joe Cupertino             | 再生             | RE:                                        | 2024年06月19日 | アルバム / デジタル配信                           |

### パフォーミングアーツ
- いくつもの一緒（金沢21世紀美術館 / 粟津潔、マクリヒロゲル1 美術が野を走る 関連プログラム）2014年9月13日[23][24]
- 島地保武×環ROY「ありか」（愛知芸術文化センター愛知県芸術劇場）2016年4月22日-24日[25]。以降、神奈川芸術劇場、山口情報芸術センター、パリ日本文化会館、香港大館など計12会場で再演[26]
- オリガミ（富山県美術館 / 富山県美術館開館記念展 Part1 生命と美の物語 LIFE 関連プログラム）2017年11月4日-5日[27]
- Fine Game（札幌文化芸術交流センター SCARTS / 展覧会「ことばのいばしょ」関連プログラム）2020年8月22日[28][29]、宮崎県立芸術劇場「遊ぶことば」関連プログラムとして再演 2022年9月11日[30]。
- 向井山朋子「SUPER T (e) market 2021」映像作品へ出演 2021年2月21日[31]
- 掃除機（神奈川芸術劇場）作:岡田利規 演出:本谷有希子 2023年3月4日-22日 音楽を製作 / ヒデ役として出演[32]
- 島地保武×環ROY「あいのて」（愛知県芸術劇場）2023年9月16日-17日[33]。以降、東京芸術劇場[34]、神奈川芸術劇場[35]、高槻城公園芸術文化劇場[36]など計4会場で再演。
- 即興（DIC川村記念美術館 / 展覧会「カール・アンドレ 彫刻と詩、その間」関連プログラム）2024年4月12日[37][38]

### インスタレーション
- Types（寺田倉庫 T-Art Gallery / TodaysArt.JP）2015年9月5日-13日[39][40]

### 展覧会 / 空間音楽
- 大平龍一「48」インスタレーションの音楽を制作（#FR2 GALLERY2 / Find Your Fantasy展）2018年10月4日-17日[41]
- ANEI「19-20 F/W」ファッションショーの音楽を制作（東京コレクション / 渋谷ヒカリエ ヒカリエホール B）2019年3月23日[42]
- 日本科学未来館 ジオ・コスモス「未来の地層 Digging the Future」展示音楽を制作 2019年9月28日-常設展示[43]
- さわひらき「幻想考 The Butterfly Dream 2022」インスタレーションの音楽を制作（Reborn-Art Festival 2022）2022年8月20日-10月2日[44]
- meanswhile「2025 A/W」ファッションショーの音楽を制作（有明アーバンスポーツパーク）2025年2月10日[45][46]

### 書籍
- 絵本「まいにちたのしい」KAKATO（環ROY,鎮座DOPENESS）文 / オオクボリュウ 絵（ブロンズ新社 ISBN 978-4-89309-661-6）2019年[47]
- 絵本「ようようしょうてんがい」環ROY 文 / 古郡加奈子 絵（福音館書店）2020年[48]
- 絵本「ほらぴったり！」ナオミ・ジョーンズ 文 / ジェームズ・ジョーンズ 絵 / 環ROY 翻訳（ブロンズ新社 ISBN 978-4-89309-682-1）2021年[49]
- 絵本「よなかのこうえん」環ROY 文 / MISSISSIPPI 絵（福音館書店）2024年[50]

### 映画
- アズミ・ハルコは行方不明（監督：松居大悟 / 出演：蒼井優、高畑充希）劇伴を制作 2016年[51]
- リンゴをかじる女、風を売る男（監督：金允洙 / 主演：清水葉月）M役として出演（タマキリョウ名義）2022年[52]

### 広告 / その他
- SAMSUNG「スペースバルーンプロジェクト」のCF音楽を制作（第59回カンヌライオンズ 国際クリエイティビティフェスティバル 銅賞作品）2011年[53]
- NHK教育テレビジョン テクネ 映像の教室「テクネ・トライ」長添雅嗣「ぷろぷろぷろぷろぷろじぇくしょん！」の音楽を制作 2013年[54]
- 仙台市地下鉄東西線 モバイルアプリケーション「TOZAI-SEN APPLICATION」の音楽を制作 2013年[55]
- スペースシャワーTV 2014年度 ステーションID「SWEET RUDENESS」の音楽を制作 2014年[56]
- 江崎グリコ CF「Glico YATAI」へ出演 / 音楽を制作 2015年[57]
- ソフトバンクロボティクス「Pepper」のCF「ペパリズム」へ出演 / 音楽を制作 2015年[58]
- NHK教育テレビジョン「 デザインあ」「めでたい」の音楽を制作 2016年[59]
- コカ・コーラ モバイルアプリケーション「Coke ON」CM用サウンドロゴを制作 2016年[60]
- ユナイテッドアローズ CF「H BEAUTY&YOUTH」へ出演 / 音楽を制作 2016年[61]
- 日清食品ホールディングス CF「SAMURAI NOODLES」へ参加 / 音楽を制作（第20回アジア太平洋広告祭 FILM CRAFT LOTUS部門 銀賞作品）2016年[62][63]
- 良品計画 CF「MUJI HOTEL SHENZHEN」へ出演 2018年[64]
- ソニー・インタラクティブエンタテインメント CF「PS4® Lineup Music Video」へ参加 / 音楽を制作（ACC TOKYO CREATIVTY AWARDS フィルム部門 金賞作品）2018年[65][66]
- パナソニックホールディングス CM 炊飯器「家族の絆」編へ父役として出演 2021年[67]
- 渋谷スクランブルスクエア CF「Spring 2022 Energies - 春の鼓動が情熱を呼び覚ます」広告音楽を制作  2022年[68]
- トヨタ自動車 CF「COROLLA TOURING MUSIC HUNT」広告音楽を制作  2022年[69]
- NHK教育テレビジョン「デザインあneo」へ音楽クリエイターとして参画 2023年[70]
- 東京芸術祭 CF「世界を反転させて陽気になる方法」広告音楽を制作 2023年[71]
- 日産自動車「Hyper Urban - Night Drive Chill Mix with Nissan」広告音楽を制作 2023年[72]